# Alexander Stalijewitsch Portnow
Alexander Stalijewitsch Portnow (russisch Александр Сталиевич Портнов; * 17. September 1961 in Baku, Aserbaidschanische SSR) ist ein ehemaliger sowjetisch-belarussischer Wasserspringer, der im Kunstspringen antrat. Er nahm an zwei Olympischen Spielen teil und wurde 1980 vom 3-m-Brett Olympiasieger.
Portnow begann schon im Alter von drei Jahren mit dem Wasserspringen. Er wurde zunächst von seinem Vater trainiert und startete für die Vereine Dynamo Minsk und Spartak Minsk. Er nahm mit 18 Jahren in Moskau erstmals an den Olympischen Spielen teil und feierte vom 3-m-Brett mit dem Gewinn der Goldmedaille auf Anhieb seinen sportlich größten Erfolg. Er hatte dabei das Glück, dass er seinen fünften Sprung, der ihm nicht gelang, wegen störender Geräusche aus dem benachbarten Schwimmstadion beim Absprung wiederholen durfte. So gewann er letztlich vor Carlos Girón und dem favorisierten Franco Cagnotto. Diese protestierten gegen die Entscheidung der Jury, den Sprung wiederholen zu lassen. Die Medaillenvergabe wurde daraufhin um einen Tag verschoben und erst nach endgültiger Entscheidung zugunsten von Portnow durchgeführt. Ein Jahr darauf errang er einen weiteren internationalen Titel, bei der Europameisterschaft in Split wurde er vom 3-m-Brett Europameister. Wiederum ein Jahr später konnte er schließlich auch bei der Weltmeisterschaft in Guayaquil mit Bronze eine Medaille gewinnen. Portnow verpasste aufgrund des Olympiaboykotts der sowjetischen Mannschaft die Olympischen Spiele 1984, startete dafür jedoch noch einmal bei den Olympischen Spielen 1988 in Seoul. Dort erreichte er vom 3-m-Brett das Finale, musste sich dort aber mit Rang zehn begnügen. Nach den Spielen beendete er seine aktive Karriere.
Zwischen 1982 und 1988 gewann Portnow insgesamt vier nationale Titel.